# Aeroporto di Ėlista
L'Aeroporto di Ėlista è un aeroporto internazionale situato nei pressi della città di Ėlista, in Calmucchia, nella Russia europea.